# Horten H VII

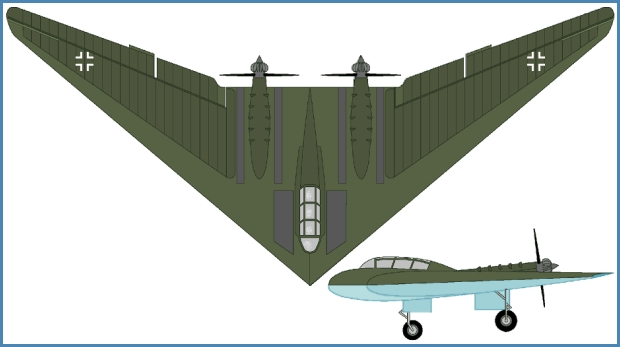

Die Horten H VII war ein Nurflügel-Schulflugzeug der Brüder Horten. Sie war als Übungsflugzeug für die Piloten vorgesehen, die später die schnellen Jagd- und Kampfflugzeuge in Nurflügelauslegung fliegen sollten.
In der RLM-Typenliste wurde bei der Beauftragung die Nummer 8-254 vergeben. Später mit neuer Aufgabe als aerodynamisches Probe- und Trainingsmodell für die H IX wurde die Nummer 226 vorgesehen, so dass die Maschine die Bezeichnung Ho 226 getragen hätte.
Entwickelt wurde das Flugzeug 1942 im Auftrag der Luftwaffe nach einem Nurflügel-Übungsflugzeug. Das Flugzeug war eine Weiterentwicklung der Horten H V V3. Änderungen betrafen eine Rumpfverlängerung, die geänderte Kabinenaufteilung mit hintereinander angeordneten Sitzen unter einer langen Kabinenabdeckung sowie ein einziehbares Bugradfahrwerk. Des Weiteren waren die beiden Versuchsmuster mit zwei Achtzylinder-V-Motoren Argus As 10 C mit je 240 PS ausgestattet. Die H VII V1 wurde noch 1943 fertiggestellt und von zwei Piloten mit jeweils 18 Flugstunden erprobt. Die V1 besaß bereits das für die Serie vorgesehene Einziehfahrwerk, wie Flugaufnahmen belegen. Mit dem Bau der H VII V2 wurde 1944 begonnen, bis zum Kriegsende wurde sie aber nicht mehr fertiggestellt. Für die V3 waren lediglich Teile fertiggestellt.
Ende 1943 beendete das Reichsluftfahrtministerium (RLM) die Unterstützung für das Projekt, womit der Auftrag annulliert wurde. 1945 wurden noch 20 Maschinen zur Schulung der Piloten für die Horten H IX in Auftrag gegeben, es erfolgte jedoch keine Fertigung mehr.
Bis zum Kriegsende wurde nur eine Maschine fertiggestellt.

## Technische Daten
Horten H VII V1
- Spannweite: 15,24 m
- Länge: 7,77 m
- Flügelfläche: 43,94 m
- Flügelpfeilung (Vorderkante): 40°
- Verlauf Flügelvorderkante: gerade (im Gegensatz zur Ho V mit geknickter Vorderkante)